# Le Cinéma du dimanche soir
Le Cinéma du dimanche soir est une case hebdomadaire de programmation de télévision diffusant un film « grand public » en première partie de soirée, présente à l'antenne du 25 décembre 1977 au 7 mai 1989 sur TF1. Ce rendez-vous est renommé Ciné Dimanche à partir du 14 mai 1989.

## Historique
Historiquement, depuis le début des années 1950, la case du dimanche soir à 20h30 sur la chaîne publique RTF Télévision devenue la première chaîne de l'ORTF en 1964, consacre la diffusion d'un « grand film » de cinéma ou Film du dimanche soir.
Dès les débuts de la télévision publique française nationale en 1945, la diffusion de longs-métrages de cinéma permet de combler l'antenne avec des contenus de qualité et ne nécessitant pas de grands moyens humains et techniques, notamment grâce à l'utilisation du télécinéma. Dès l'année 1945, cet appareil mécanique, électronique et optique associe une caméra vidéo capturant l'image d'un petit écran dépoli où est projeté un film, enregistré sur pellicule, généralement synchronisé à 25 images par seconde au lieu des 24 i/s, ce qui provoque une légère accélération du tempo du film et de la piste sonore lors de sa télédiffusion.
À partir de 1949, une règle tacite visant à ne pas trop concurrencer l'industrie du cinéma limite la diffusion d'un grand film à la soirée du dimanche, pour éviter les effets observés en Amérique du Nord à cette période sur la chute de fréquentation des salles de cinéma au profit du grand succès des films à la télévision, secteurs dont les relations sont parfois complexes. Le dimanche connaît également une autre programmation cinéma l'après-midi sur la première chaîne, durant la période de la RTF puis de l'ORTF.
Ainsi à cette période, le cinéaste Marcel L’Herbier appelle l’État français à définir une certaine chronologie des médias permettant de préserver l’activité des deux secteurs. Par ailleurs, la diffusion d'un grand film le dimanche soir répond aussi pour les dirigeants de la télévision, d'un besoin de repos pour les équipes techniques fortement sollicitées le reste de la semaine.
Durant les années 1950 à 2005, le film du dimanche soir sur la première chaîne reste un rendez-vous récurrent ,.
À partir des années 1960, la télévision française adopte d'une grille horaire visant à fidéliser et habituer le téléspectateur à des rendez-vous réguliers parmi lesquels la case film du dimanche soir sur la première chaîne. Le rendez-vous cinéma de la soirée dominicale sur la première chaîne se consolide,.
Au tout début des années 1970, les sondages de mesure d'audience et de satisfaction de l'ORTF placent le film du dimanche soir sur la première chaîne parmi les programmes préférés des français, obtenant de 15,6 à 18,2 millions de téléspectateurs. Malgré quelques tentatives alternatives, le film du dimanche soir reste plébiscité par le public. Même quelques mois après l'éclatement de l'ORTF en 1975, le film de la soirée dominicale domine l'audience télévisuelle et permet à TF1 conserver sa première place. En dehors de quelques retransmissions en direct exceptionnelles de sport, de soirées électorales, d'importants événements d'actualité ou lors des périodes de fêtes de fin d'année, le film du dimanche soir est maintenu sur la première chaîne de l'ORTF devenue TF1 en 1975.
Jusqu'en 1975, les trois chaînes de télévision française ont une programmation complémentaire pilotée par leur tutelle commune, l'Office de radiodiffusion-télévision française. Après l'éclatement de l'ORTF, une certaine concurrence s'intensifie entre les deux chaînes publiques principales TF1 et Antenne 2, dont les missions sont similaires.
Après avoir longtemps exploité l'image en noir et blanc et l'ancienne norme de haute définition 819 lignes, la première chaîne historique TF1 en couleur depuis 1975, diffuse chaque dimanche soir à 20h30 ou 20h40, un film « grand public » désormais sous le titre chapeau Le Cinéma du dimanche soir, à partir de décembre 1977. Le film du dimanche soir est accueilli favorablement par le public et complémente le film du mardi diffusé depuis 1967, dans Les Dossiers de l'écran sur la deuxième chaîne. Cependant, la baisse de fréquentation des salles de cinéma due à la concurrence de la télévision se poursuit durant les années 1970. Dans les années 1980, le jeu d'aventure La Chasse aux Trésors diffusé de 1981 à 1984 sur Antenne 2 est l'une des rares émissions susceptibles de concurrencer le film du dimanche soir. La deuxième chaîne tentera également de programmer sur le même créneau Les Enquêtes du commissaire Maigret à la fin de la décennie ; avec un résultat mitigé. À partir du 17 janvier 1982, l'émission Sport dimanche soir est programmée à la suite du film de TF1.
Selon un rapport d'information du Sénat, les recettes publicitaires des films diffusés à la télévision (quasi négligeables jusqu'au début des années 1980) ont progressé à un rythme rapide entre 1982-1991, plus 30 % par an, en moyenne. En l'occurrence, et dans une logique de marché, le magazine Sport dimanche soir est supprimé le 7 mai 1989 laissant place à une soirée composée de deux films avec Ciné Dimanche.  En première partie, un film récent, en seconde un film classique destiné aux cinéphiles avertis.

## Tentatives de programmation alternative
La deuxième chaîne de l'ORTF, concurrente directe de la Une, tente dès l'année 1969 de programmer à son tour, un film au même créneau horaire le dimanche soir avec un certain avantage, car elle diffuse ses émissions en couleur alors que la première reste en noir et blanc jusqu'en 1975. Toutefois, il faut attendre les années 1990 pour que la chaîne publique Antenne 2 devenue France 2 commence à diffuser régulièrement un long métrage le dimanche soir, après avoir programmé dès la fin des années 1980, une case fiction intitulée « Le policier du dimanche soir »; cette concurrence frontale entre TF1 et France 2 se poursuit durant les décennies suivantes.
Au mois de septembre 2006, la Une choisit pour la première fois d'abandonner la diffusion du traditionnel grand film et de programmer plusieurs épisodes de la série Urgences. Cette tentative pourtant couronnée d'une audience honorable, n'est toutefois que très provisoire. Confortée par un sondage où plus de la moitié des Français déclarent préférer un grand film à cette case horaire sur TF1la première chaîne reprend sa programmation cinéma avec un voire deux longs-métrages successifs, le dimanche soir. Dès le 12 novembre 2006, elle programme ainsi le film américain Bad Boys 2.

## Contexte réglementaire

### Interdiction de diffuser des films de cinéma à certaines périodes de la semaine
En réponse à cette évolution du marché, à la suite de la loi n° 74-696 du 7 août 1974 qui procède au démantèlement de l’ORTF, le cahier des charges imposés aux sociétés de télévision par le Conseil supérieur de l'audiovisuel (CSA) comporte l'interdiction de diffusion des œuvres cinématographiques le vendredi soir avant 22h30, le samedi en entier et une interdiction partielle le dimanche avant 20h30. Tenant compte de ces contraintes, et par procédé d'élimination, le dimanche soir (et mardi soir) s'impose dans la grille de programmation des sociétés de télévision comme créneau envisageable pour la diffusion de films de cinéma.

### Proposition de fixation du prix d'achat des films programmés en semaine et le dimanche soir
En 1977, malgré une demande des professionnels du cinéma au moment de l'élaboration du cahier des charges que le prix d'achat minimum soit fixé à 250 000 francs (151 949 Euros, ajustée pour le taux d'inflation de l'Insee) hors taxes pour les films programmés en semaine, et à 500 000 francs (303 898 Euros) hors taxes pour les films programmés le dimanche soir, cette mesure ne sera pas suivie.

## Générique

### 1977-1989
- Le générique image a été créé à l'aide d'une machine Scanimate par la société américaine Robert Abel & Associates (RA&A), spécialiste de synthèse commerciale d'images réalistes animées, qui a réalisé pour TF1 différents habillages de la chaîne[36]. Le cabinet publicitaire participe notamment au nouveau générique d'ouverture d'antenne de TF1 représentant le logo de la chaîne évoluant sur fond de ciel nuageux et inaugurée à la même période pour célébrer le passage complet à la couleur. Catherine Chaillet, créatrice du premier logo de TF1, en est la directrice artistique et Con Pederson, mieux connu pour sa contribution comme superviseur d'effets spéciaux du film 2001, l'Odyssée de l'espace, le réalisateur. L'animation de l'émission ressemble fortement au générique de The ABC Sunday Night Movie, réalisé par la même société avec, sur un plan visuel, l'utilisation d'images de synthèse. Le résultat, pour le téléspectateur, est un sentiment d'étoiles traversant la lucarne du petit écran affichant un décor géométrique polychrome scintillant, représentatif des films à l'affiche des anciens théâtres et salles de spectacle des années 1920. L'ornementation aspire à retrouver le strass et paillettes des années folles en invitant les téléspectateurs à prendre part a un grand événement social chaque dimanche.
- La musique aux accents disco est composée par Vladimir Cosma[37].

## Programmation

### Quotas de diffusion d’œuvres audiovisuelles
À la suite de la Loi n° 74-696 du 7 août 1974 relative à la radiodiffusion et à la télévision, en 1977, le cahier des charges, prévoit aussi un minimum de 60 % de films français, ou « d'initiative française » avec une majorité de part  française. L'article 27 de la loi du 30 septembre 1986, relative à la liberté de communication (Loi Léotard) ordonne de nouveaux quotas avec, pour les chaînes hertziennes, l'obligation de consacrer, dans le total du temps annuellement consacré à la diffusion et rediffusion d'œuvres audiovisuelles, au moins 60 % à la diffusion d'œuvres européennes et au moins 40 % à la diffusion d'œuvres d'expression originale française. Le décret n°87-36 du 26 janvier 1987 pris pour l'application des articles 27-I et 70 augmente le quota de diffusion de films français à 50%. L'Historique de la réglementation concernant les quotas de diffusion télévisuelle française récapitule la série de lois et décrets.
|                                                         | 1978 | 1979 | 1980 | 1981 | 1982 | 1983 | 1984 | 1985 | 1986 | 1987 | 1988 |
| ------------------------------------------------------- | ---- | ---- | ---- | ---- | ---- | ---- | ---- | ---- | ---- | ---- | ---- |
| films français, ou « d'initiative française » (1)       | 32   | 35   | 32   | 24   | 29   | 27   | 27   | 30   | 32   | 37   | 27   |
| dont films de coproduction                              | 13   | 13   | 17   | 11   | 7    | 9    | 6    | 12   | 14   | 6    | 5    |
| films américains ou « d'initiative américaine » (2)     | 15   | 12   | 17   | 15   | 12   | 19   | 18   | 19   | 13   | 13   | 19   |
| films britanniques ou « d'initiative britanniques » (3) | 4    | 2    | 2    | 4    | 2    | 0    | 4    | 1    | 5    | 1    | 1    |
| films italiens ou « d'initiative italienne » (4)        | 0    | 0    | 1    | 2    | 1    | 0    | 3    | 0    | 0    | 0    | 0    |
| films espagnols ou « d'initiative espagnole » (5)       | 1    | 0    | 0    | 0    | 0    | 0    | 0    | 0    | 0    | 0    | 0    |
| films polonais (6)                                      | 0    | 0    | 0    | 1    | 0    | 1    | 0    | 0    | 0    | 0    | 0    |
| films autrichiens (7)                                   | 0    | 0    | 0    | 0    | 0    | 0    | 0    | 0    | 0    | 0    | 1    |
| films non-comptabilisés (8)                             | 0    | 0    | 0    | 0    | 0    | 0    | 0    | 0    | 1    | 0    | 0    |
| Total: (1)+(2)+(3)+(4)+(5)+(6)+(7)                      | 52   | 49   | 52   | 46   | 44   | 47   | 52   | 50   | 50   | 51   | 48   |
| % films français, ou « d'initiative française »         | 61%  | 71%  | 61%  | 52%  | 65%  | 56%  | 51%  | 60%  | 65%  | 72%  | 56%  |
| % films européen, ou « d'initiative européenne »        | -    | -    | -    | -    | -    | -    | -    | -    | 75%  | 74%  | 60%  |

(8) Note: La grille est incomplète.
Quoi qu'il en soit, cela se traduit concrètement pour TF1 dans sa grille de programmation. En conséquence, le dimanche soir, la comédie française et le film policier français règnent suivi de co-productions cinématographiques, principalement franco-italienne, de genre différents. Les films étrangers, de vieux westerns et films de guerre américains, suivent.

#### Coût de diffusion
Les films retenus par les chaînes sont souvent choisis pour leur faible prix de revient. À titre de comparaison et, en parenthèse, ajustée pour le taux d'inflation de l'Insee, en 1976, le prix d'achat moyen d'un film français était de 218 984 francs (145 524 Euros). Pour un film étranger, il fallait compter 166 385 francs (110 570 Euros). Certains, déjà largement amortis dans leur pays d'origine, sont même achetés a des prix défiant toute concurrence, soit 50 000 francs (33 337 Euros) par la chaîne faisant baisser significativement le prix des 30 secondes de publicité avant leur diffusion attractifs. Cette tendance se poursuit tout au long des années 1980. En 1985, le prix moyen d'achat du droit de passage d'un film pour les trois chaînes est de l'ordre de 2 millions de francs (560 850 Euros). En 1988, le prix payé par les chaînes pour la diffusion des films de cinéma varie entre 200 000 (51 575 Euros) et 10 millions de francs (2 578 769 Euros).

### Délai minimal de diffusion
A noter le principe d’un délai de diffusion minimal qui prévaut encore aujourd’hui: le premier passage à l’antenne d’un film de cinéma ne peut ainsi intervenir que dans un délai minimal de 36 mois après la délivrance du visa et de 24 mois dans le cas d’une coproduction.

## Publicité
À partir de 1987, à la suite de la privatisation de la chaîne, les films sont désormais coupés par la publicité mais sans limitation de volume.

## Audience

### Années 1980
Le film du dimanche soir devient un élément phare de la semaine pour TF1 avec une audience moyenne de 40% de 1980 à 1985 et, en 1988, un chiffre de 30%, selon l'Audimat, ce qui représente 5 820 000 foyers, soit entre 18 et 20 millions de téléspectateurs. Une audience exceptionnelle s'associe aux films présentant un attrait particulier. En général, des films réunissant de grands acteurs de cinéma et des réalisateurs de renom. Au fil de la décennie, des pics sont atteints, avec, par exemple, en février 1983, 58% de part d'audience pour Max et les Ferrailleurs de Claude Sautet, en octobre 1984, la diffusion du film La Femme Flic du réalisateur Yves Boisset, réunissant 22,8 millions de téléspectateurs ou Tchao Pantin, le film de Claude Berri, retransmis en janvier 1987 et réusissant 47,7% de part d'audience.

## Films diffusés
Les listes suivantes sont extraites des Archives historiques du Journal de Genève, de la Gazette de Lausanne et du Nouveau Quotidien. Il est à noter que certains films ont pu être déprogrammés pour cause de grève ou pour d'autres motifs.

### Articles Connexes
- Film du dimanche soir
- TF1
- Ciné Dimanche
- Au Cinéma ce soir